# كارول كادي
كارول كادي (بالإنجليزية: Carol Cady)‏ هي منافسة ألعاب القوى أمريكية، ولدت في 6 يونيو 1962 في لوس ألاموس في الولايات المتحدة.

## وصلات خارجية
- كارول كادي على موقع الاتحاد الدولي لألعاب القوى (الإنجليزية)
- كارول كادي على موقع اللجنة الأولمبية الدولية (الإنجليزية)
- كارول كادي على موقع أوليمبيديا (الإنجليزية)